# منظور جديد حول بولس

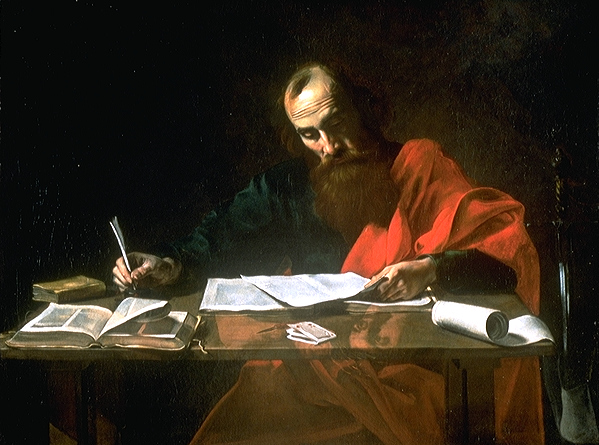

المنظور الجديد حول بولس هو نقلة نوعية في الطريقة التي يفسر بها العلماء، وخاصة البروتسانت، كتابات الرسول بولس. فمنذ الإصلاح البروتستانتي، كانت دراسات كتابات بولس متأثرة جداً بآراء الكنائس اللوثرية والمصلحة (المنظور القديم) التي تعزو بعض السمات السلبية المرتبطة بالكنيسة الرومانية الكاثوليكية من القرن السادس عشر إلى اليهودية في القرن الأول. والمنظور الجديد هو محاولة إخراج رسائل بولس من هذا الإطار وتفسيرها بناء على سياق اليهودية الحقيقية من القرن الأول.

## التطوير
في 1963 نشر عالم اللاهوت اللوثري كريستر ستيندال ورقة مفادها أن المنظور اللوثري التقليدي حول لاهوت الرسول بولس لا يتمشى مع كتابات بولس، بل كان مبنياً على افتراضات خاطئة بشأن معتقدات بولس. وفي 1977 نشر إي پي ساندرز الكتاب 'بولس واليهودية الفلسطينية'، الذي درس فيه الأدب اليهودي وحلل كتابات بولس وقال إن المنظور اللوثري التقليدي حول لاهوت اليهودية وبولس كان أساساً غير صحيح. واستمر ساندرز في نشر كتب ومقالات في هذا المجال وبعد قليل لاحقه جيمز دون. وفي 1982 سمى دون الحركة بالمنظور الجديد حول بولس. وقد شجعت أعمال هؤلاء الكاتبين عدداً كبيراً من العلماء على دراسة ومناقشة هذه المسائل، مما أدى إلى نشر الكثير من الكتب والمقالات منذ ذلك الوقت. وكتب الأسقف الإنجليكاني إن ثي رايت عدداً كبيراً من الأعمال الهادفة إلى تعميم المنظور الجديد خارج العالم الأكاديمي.
يرتبط المنظور الجديد ارتباطاً وثيقاً بتصاعد مؤخر في إقبال العلماء على دراسة الكتاب المقدس في سياق نصوص قديمة أخرى، وعلى استخدام أساليب اجتماعية وعلمية لفهم الثقافة القديمة.
من الصعب التمييز بين المنظور القديم والمنظور الجديد، فمنذ مرقيون (150 تقريباً) كان هناك تفسيرات مختلفة لكتابات بولس

## آراء رئيسية
لاحظ البعض أن العنوان 'المنظور الجديد' بصيغة الفرد يعطي انطباعًا خاطئًا عن الوحدة. فهو مجال دراسة يقوم فيه علماء عديدون بأبحاث مستمرة ويعدلون نظراتهم في ضوء أدلة جديدة، ولا يتوافقون على كل نقطة. فقد اقترح الكثير أن العنوان 'المنظورات الجديدة' بصيغة الجمع قد يكون أدق. وفي 2003 قال إن تي رايت، مبعداً نفسه عن كلي ساندرز ودون، «يوجد منظورات جديدة بقدر ما يوجد كاتبون مؤيدون لها، وأنا أختلف عن معظمها». وهناك تيارات مشتركة في الحركة، الأهم منها أن المنظور القديم (التفسيرات اللوثرية والمصلحة لبولس واليهودية) أساساً غير صحيح

## الأعمال المطلوبة في الشريعة
تحتوي رسائل بولس على كمية كبيرة من الانتقادات حول 'الأعمال المطلوبة في الشريعة'. والفرق الجذري بين تفسيري قصد بولس بهذه العبارة هو أبرز نقطة تميز بين المنظورين. فيفسر تابعو المنظور القديم هذه العبارة بأنها إشارة إلى جهد الإنسان بواسطة أعماله الصالحة لبلوغ معايير الله. وفي هذا الرأي، يعارض بولس الفكرة أن الناس قادرون على استحقاق الخلاص من الله بواسطة أعمالهم الصالحة.
وبالعكس، يرى علماء المنظور الجديد بولس بأنه كان يتكلم عن شارات عضوية العهد أو كان ينتقد المؤمنين الأمميين الذين كانوا قد بدؤوا يعتمدون على التوراة حتى يحسبون يهوداً. يقال إن الإسرائيليين في زمن بولس كانوا يواجهون اختيار ما إذا كانوا سيسلكون حسب التقاليد القديمة في التوراة أو يسلكون حسب تيارات الامبراطورية الرومانية ويتبنون التقاليد اليونانية. وحسب المنظور الجديد، تعالج كتابات بولس المزايا النسبية لسلوك التقاليد الإسرائيلية القديمة واليونانية القديمة. ويقال إن بولس كان ينتقد الرأي اليهودي الشائع أن سلوك التقاليد الإسرائيلية القديمة يحسن وضع الإنسان أمام الله. وينتقد بولس بشكل خاص تقاليد الختان والقيود الغذائية والأيام الخاصة.

## جهد الإنسان والأعمال الصالحة
بسبب تفسيرهم لعبارة 'الأعمال المطلوبة في الشريعة'، يرى علماء المنظور القديم خطابة بولس كونها ضد جهد الإنسان لاستحقاق البر. فيقول العلماء اللوثريون والمصلحون إن هذا هو سمة مركزية في الديانة المسيحية، ومفهوما النعمة فقط والإيمان فقط مهمان جداً في عقائد هذه الكنائس.
من جهة أخرى، يفسر علماء المنظور الجديد بولس بأنه لا يقول شيئاً سلبياً حول فكرة جهد الإنسان أو الأعمال الصالحة، بل يقول أشياء إيجابية كثيرة حول كليهما. فيشير علماء المنظور الجديد إلى تصريحات بولس بدور أعمال الإنسان في يوم القيامة.
فيقول إن تي رايت: كان الحكم النهائي على أساس الأعمال واضحة جداً لبولس (وليسوع أيضاً). فيؤكد بولس مع أغلبية اليهود في عصر المعبد الثاني أن حكم الله النهائي سيكون وفقاً لنوعية الحياة بكاملها، أو بعبارة أخرى، وفقاً للأعمال.
يولي علماء المنظور الجديد للأعمال الصالحة أهمية أكبر منها بين علماء المنظور القديم، ويعتقدون أنها تساهم سببياً في خلاص الإنسان. ويرى تابعو المنظور القديم هذا بشكل سلبي بأنه الخلاص بواسطة الأعمال، ويتضارب مع العقائد الأساسية للمسيحية. ولكن علماء المنظور الجديد يردون أن آراءهم لا تختلف كثيراً. ففي المنظور القديم، الله بنعمته يزود الإنسان بالإيمان الذي يؤدي إلى الخلاص والأعمال الصالحة أيضاً. وفي المنظور الجديد، الله بنعمته يزود الإنسان بالإيمان والأعمال الصالحة التي تؤدي إلى الخلاص. ويقال إن مبادرة الله ونعمته ما زالت موجودة، بحيث أن التغيير في علاقة الإيمان والأعمال في الخلاص ليس مهماً جداً.

## الإيمان أو الإخلاص
يدور جدال المنظور الجديد حول استخدام بولس الكلمة اليونانية 'پستس' (العقيدة، الأيمن، والإخلاص). فيفسر علماء المنظور القديم هذه الكلمة عادةً بأنها تشير إلى الأيمن بالله والمسيح، والإتكال على المسيح لبلوغ الخلاص. ويستند هذا التفسير إلى مقاطع عديدة من الكتاب المقدس، ابرزها افسس 9-2:8. والجدير بالذكر أن إي پي ساندرز يعتبر هذا المقطع مؤيداً للمنظور القديم.
وبالعكس، أشارت دراسات جديدة على الكلمة اليونانية 'پستس' إلى أن معناها الرئيسي هو الإخلاص، أي الالتزام الثابت في علاقة شخصية. وعلى هذا النحو، الكلمة قد تكون مرادفة للطاعة في علاقة بين شخصين من وضعين مختلفين (مثل طاعة العبد لسيده). وهذا بعيد عما يساوي عدم جهد الإنسان، بل يبدو أن الكلمة تتطلب جهد الإنسان. وهذا التفسير لكتابات بولس (إنه يجب علينا أن نطيع أوامر الله بإخلاص) يختلف تماماً عن التفسير أنه يجب أن يكون عندنا الأيمن بأن الله قد أتم كل شيء نيابةً عنا.
ومسألة متعلقة هي الجدال حول معنى عبارة 'پستس خريستو' (إيمان المسيح). فيستخدم بولس مراراً هذه العبارة في نقاط رئيسيية في كتاباته ومن الغامض من الناحية اللغوية ما إذا اشارت إلى الإيمان بالمسيح (مجرور المفعول) أو إخلاص المسيح لله (مجرور الفاعل) أو حتى ايماننا أو اخلاصنا لله مثلما كان لدى المسيح (مجرور الصفة). فهناك خلاف واسع في المجتمع الأكاديمي حول أية من هذه الترجمات هي الأحسن.

## النعمة أو المعروف
ترجم كاتبو المنظور القديم الكلمة اليونانية 'خارس' بالنعمة وفهموها إشارة إلى عدم وجود جهد الإنسان في الخلاص لأن الله هو العامل المدبر. غير أن علماء الثقافة اليونانية القديمة أشاروا إلى أن الترجمة الأحسن هي معروف، أي تقديم معروف. وفي مجتمعات قديمة هناك توقع السداد مقابل هذه المعروفات، مثل نظام شبه رسمي لتقديم القروض. ومن ثم يقال إن قصد بولس في قوله بأن الله قدم لنا معروفاً في إرسال ابنه هو أن الله قد أخذ المبادرة، ولكن هذا لا يعني عدم وجود جهد الإنسان في الخلاص، بل يعني أن هناك واجب على المسيحيين أن يسدوا المعروف الذي قدمه الله لهم. ولكن هذا النظر يقوض المعروف الأولي (إرسال يسوع) بالقول إنه يجب على المسيحيين، وبالرغم من تجسد وحياة وموت يسوع، أن يبلغوا السماء بواسطة أعمالهم كما كان من قبل.

## التكفير
في رأي كاتبي المنظور القديم، نظرية التكفير الاستبدالي وعمل المسيح المكمل هي مركزية. غير أن كاتبي المنظور الجديد شكوا فيما إذا كانت هذه النظرية من أهمية مركزية في كتابات بولس. فبشكل عام يقول كاتبو المنظور الجديد إن نظريات أخرى من التكفير هي أكثر مركزية في فكر بولس، غير أن التوافق على ما هو رأي بولس الحقيقي حول التكفير قليل جداً

## انتقادات
يقول مؤيدو المنظور القديم إن المنظور الجديد يقوض ويهدد أسس المسيحية بشكل جذري، ويقولون إن تعليماته لا تتمشى مع العقائد الرئيسية في الكنائس اللوثرية والمصلحة. ويعتبرونه إنجيلاً غريباً، وسوء تصوير أفكار بولس والمسيحية. ويشتمل نقاده على علماء محافظين مثل جون بايبر وسنكلير فيرجسون وسي دبليو باول ومارك سيفريد ودي أيه كارسون وليجون دونكان، معظمهم علماء لاهوت أمريكيون أو إنجليز.